# Красноїльська селищна територіальна громада
Красноїльська селищна громада — територіальна громада України, у Чернівецькому районі Чернівецької області. Адміністративний центр — селище Красноїльськ.
Площа громади — 190,97 км², населення — 11 115 мешканців (2018).
Утворена 18 травня 2016 року шляхом об'єднання Красноїльської селищної ради та Старокрасношорської сільської ради Сторожинецького району.

## Населені пункти
До складу громади входять 2 населені пункти — селище Красноїльськ і село Стара Красношора.